# Heinrich Schläppi
Heinrich Schläppi   (Leysin, 30 d'abril de 1905 - 15 de febrer de 1958) va ser un corredor de bobsleigh suís, que va competir a començaments del segle xx. Era germà del també corredor de bob Alfred Schläppi.
El 1924 va prendre part en els Jocs Olímpics de Chamonix, on guanyà la medalla d'or en la prova de bobs a 4 formant equip amb Eduard Scherrer, Alfred Neveu i Alfred Schläppi.